# Protectionnisme animal
Le protectionnisme animal est une position au sein de la théorie des droits des animaux qui favorise un changement progressif dans la poursuite des intérêts des animaux non humains. Elle s'oppose à l'abolitionnisme, la position selon laquelle les êtres humains n'ont aucun droit moral d'utiliser les animaux et ne devraient avoir aucun droit légal, quelle que soit la manière dont les animaux sont traités.
Les défenseurs de la protection des animaux s’accordent avec les abolitionnistes sur le fait que le modèle de protection basé sur le bien-être animal – selon lequel les animaux peuvent être utilisés comme nourriture, vêtements, divertissement et dans des expériences à condition que leurs souffrances soient réglementées – a échoué sur le plan éthique et politique, mais ils soutiennent que sa philosophie peut être reformulée. Robert Garner (en) de l’Université de Leicester, un éminent protectionniste universitaire, soutient que l’utilisation des animaux peut être justifiée dans certaines circonstances, même si elle devrait être mieux réglementée, et que la recherche d’un meilleur traitement et d’un changement progressif est cohérente avec une position abolitionniste. Gary Francione, professeur de droit à la Rutgers School of Law-Newark et abolitionniste de premier plan, appelle cette approche le « nouveau welfarisme ». Il considère que cela est contre-productif car cela persuade à tort le public que les animaux qu’il utilise sont traités avec gentillesse et que leur utilisation continue est donc justifiable. Francione considère la position abolitionniste comme la seule qui puisse être correctement qualifiée de droits des animaux.

## Arguments
L’un des arguments avancés par les abolitionnistes contre le protectionnisme est que de petites améliorations dans le bien-être animal servent à apaiser les consciences en persuadant le public que leur utilisation des animaux n’est pas contraire à l’éthique. Les réformes basées sur le bien-être animal peuvent donc s’avérer contre-productive. Les abolitionnistes soutiennent également que les véritables réformes sont invariablement infructueuses parce que les industries qui dépendent de l'utilisation des animaux ne mettront pas en œuvre de changements qui nuisent à leur marge bénéficiaire, c'est-à-dire que le statut de propriété des animaux interdit toute réforme qui porterait atteinte aux intérêts de leurs propriétaires. C'est pour cette raison que les abolitionnistes soutiennent que c'est le statut de propriété des animaux qui doit être supprimé.
Robert Garner s’oppose à cette affirmation en affirmant que les réformes basées sur le bien-être animal  ne sont pas simplement une étape vers l’abolition, mais qu’elles sont en elle-même souhaitable. Une approche fondée sur le droit des animaux à ne pas souffrir pourrait en théorie se satisfaire d’un système de bien-être animal dans lequel la souffrance animale, voire l’utilisation des animaux, serait minimisée, même s’il concède que cela est peu probable. Il soutient également que Francione n’a pas démontré que les améliorations du bien-être persuadent le public que tout va bien. Il soutient plutôt que les réformes aient pour effet de sensibiliser le public aux intérêts des animaux.